# Earth Song
Earth Song – singel Michaela Jacksona z albumu HIStory.

## Lista utworów
CD1 Epic 662569 2
1. Earth Song – 6:46
2. Earth Song (Hani’s Radio Experience) – 3:33
3. Earth Song (Hani’s Around The World Experience) – 14:47
4. You Are Not Alone (Knuckluv Dub Version) – 9:38
5. MJ Megaremix – 10:33

CD2 Epic 662695 2
1. Earth Song (Radio Edit) – 4:58
2. Earth Song (Hani’s Club Experience) – 7:55
3. Michael Jackson DMC Megamix – 11:18

Maxi-Single Epic 662569 5
1. Earth Song (Radio Edit) – 4:58
2. Earth Song (Hani’s Extended Radio Experience) – 4:32
3. Wanna Be Startin’ Somethiing (Tommy D’s Main Mix) – 7:40
4. Wanna Be Startin’ Something (Brothers In Rhythm House Mix) – 7:35

## Notowania
| Lista (1995)                             | Najwyższa pozycja |
| ---------------------------------------- | ----------------- |
| Lista przebojów Programu Trzeciego       | 1                 |
| Szczecińska Lista Przebojów              | 5                 |
| Australian ARIA Singles Chart            | 15                |
| Austrian Singles Chart                   | 2                 |
| Belgian (Flanders) Singles Chart         | 4                 |
| Belgian (Wallonia) Singles Chart         | 2                 |
| Dutch Singles Chart                      | 3                 |
| Eurochart Hot 100 Singles                | 55                |
| Finnish Singles Chart                    | 8                 |
| French Singles Chart                     | 2                 |
| Italian Singles Chart                    | 15                |
| New Zealand RIANZ Singles Chart          | 4                 |
| Norwegian Singles Chart                  | 4                 |
| Spanish Singles Chart                    | 1                 |
| Swedish Singles Chart                    | 4                 |
| Swiss Singles Chart                      | 1                 |
| UK Singles Chart                         | 1                 |
| U.S. Billboard Hot Dance Music/Club Play | 32                |
| Lista (2009)                             | Najwyższa pozycja |
| Danish Singles Chart                     | 1                 |
| Swiss Singles Chart                      | 4                 |
| UK Singles Chart                         | 33                |

## Twórcy
- Tekst i muzyka: Michael Jackson
- Produkcja: Michael Jackson, David Foster, Bill Bottrell
- Fortepian: David Paich
- Bas: Guy Pratt